# Cover Drive
Cover Drive é uma banda de Barbados que consiste em Amanda Reifer, T-Ray Armstrong, Barry "Bar-Man" Hill e Jamar Harding.
A banda foi assinada pela gravadora Global Talent, uma divisão da Polydor Records. A banda obteve como uma das grandes oportunidades, realizando-se como um ato de abertura, durante a The Loud Tour de Rihanna. A banda está programada para ser destaque em próximas promoções de Barbados Tourism Authority, uma agência de marketing turístico internacional do governo de Barbados.

## Carreira

### 2010: Início de carreira
A banda formou-se em seu país natal, Barbados. A banda é formada por quatro membros, Amanda, como vocalista; T-Ray, no tambor/rap; "Bar Man" o tecladista/guitarrista e Jamar, o baixista. Eles estão entre as idades de 19 a 22 anos. Amanda conheceu T-Ray, quando ela se tornou sua babá apesar de ser apenas um ano mais velho, T-Ray foi no mesmo ano que Jamar na escola embora não freqüentem a mesma escola, Amanda conheceu Bar-man na faculdade, porque eles estavam no mesmo ano.

### 2011 - presente: Ascensão à popularidade eBajan Style
Cover Drive ganhou vários assinantes no Youtube com vídeos deles cantando covers de canções populares. Em abril de 2011, a banda assinou um contrato com a Sony e um acordo de gravação com a gravadora Polydor Records. Depois que a banda assinou contrato, eles começaram a escrever e gravar material para seu álbum de estreia. Enquanto no estúdio, conheceram o produtor americano J. R. Rotem, que produziu seu primeiro single, "Lick Ya Down" que foi lançado em 28 de agosto de 2011. Depois de receber airplay em canais de música e rádio no Reino Unido, a canção atingiu a nona posição no UK Singles Chart e terceira no UK R&B Singles Chart.
Mais tarde lançaram o seu segundo single "Twilight" em 22 de Janeiro de 2012, que foi seu primeiro single no gráfico da Irlanda, estreando na quadragésima posição. A canção alcançou a primeira posição no gráfico do UK iTunes dentro de horas de seu lançamento. A canção foi produzida por Quiz & Larossi. Em 29 de Janeiro de 2012, a banda estreou na primeira posição nas paradas no Reino Unido para a semana que terminou em 4 de fevereiro de 2012. Em 8 de março de 2012, eles anunciaram "Sparks" como o terceiro single do álbum. Sparks foi lançado em 29 de abril e chegou a quarta posição na UK Singles Chart. Seu álbum de estreia, Bajan Style, foi lançado em 7 de maio de 2012 e estreou no UK Albums Chart na décima quarta posição. Seu mais recente lançamento, "Explode" com participação de N Dubz membro de Dappy foi lançado em 26 de agosto de 2012, que até agora atingiu um pico de 29 no UK Singles Chart. Eles possuem uma participação com o grupo Far East Movement no single "Turn Up the Love" que foi lançado em 21 de junho de 2012. Até agora, atingiu-se a décima terceira posição no UK Singles Chart.

## Membros
- Amanda Reifer – vocalista (nascida em 28 de abril de 1991)
- Barry Hill - guitarrista/keytars (nascido em 01 de fevereiro de 1988)
- Jamar Harding - baixo elétrico (nascido em 2 de março de 1993)
- Thomas Ray Armstrong (T-Ray) - tambor, percussão, vocal de apoio (nascido em 14 de julho de 1993)

## Discografia

### Álbuns de estúdio
- Bajan Style (2012)